# كلية الآداب والعلوم الإنسانية - ظهر المهراز
كلية الآداب والعلوم الإنسانية ظهر المهراز - فاس  كلية مغربية. تأسست الكلية بمدينة فاس سنة 1961. كانت الكلية تحت وصاية جامعة محمد الخامس في الرباط، وفي عام 1973 أصبحت المؤسسة مستقلة وتحت وصاية جامعة سيدي محمد بن عبد الله – فاس.
و تعد كلية الآداب والعلوم الإنسانية ظهر المهراز – فاس من أهم مراكز طلب العلم في المغرب، حيث حافظت على الطابع الديني الإسلامي، وقد تحولت هذه الكلية إلى معالم تاريخية وعلمية وثقافية وفنية، حيث تعتبر من أهم الكليات الوطنية والدولية، وتضاهي مستوى التعليم فيها معظم الكليات الوطنية والعربية والدولية.

## تاريخ بناية الكلية
تعتبر الكلية من الأوائل كليات المغرب بعد جامعة محمد الخامس بالرباط، فالبناية التي هي عبارة عن كلية الآداب والعلوم الإنسانية ظهر المهراز. كانت عبارة عن ثكنة عسكرية لسلطات الحماية الفرنسية، وبعد الاستقلال قام المغرب سنة 1961 بتحويل البناية من ثكنة عسكرية إلى بناية تعليمية.

## أول شعبة في الكلية
مباشرة بعد تحويل الكلية من ثكنة عسكرية إلى بناية تعليمية، كانت شعبة الدراسات العربية هي أول شعبة تدرس في الكلية.

## اللغات التي تدرسها الكلية
- اللغة العربية
- اللغة الفرنسية
- اللغة الإنجليزية
- اللغة الإسبانية
- اللغة الألمانية
- اللغة الأمازيغية
- اللغة الروسية (2013/2014)
- اللغة اليابانية (2013/2014)
- اللغة العبرية (2014/2015)

## المسالك
- مسلك الدراسات العربية
- مسلك الدراسات الفرنسية
- مسلك الدراسات الإنجليزية
- مسلك الدراسات الإسبانية
- مسلك الدراسات الألمانية
- مسلك الدراسات الأمازيغية
- مسلك الدراسات الإسلامية
- مسلك التاريخ والحضارة
- مسلك الجغرافيا
- مسلك علم الاجتماع
- مسلك الفلسفة
- مسلك علم النفس

## الشواهد التي تقدمها الكلية
تمنح كلية الآداب والعلوم الإنسانية - ظهر المهراز عدة شواهد عليا وتسمى بالديبلومات الجامعية:
| نوع الشهادة            | مدة التكوين !                                                      |
| ---------------------- | ------------------------------------------------------------------ |
| شهادة الإجازة الأساسية | ومدة التكوين 3 سنوات بعد شهادة البكالوريا BAC +3                   |
| شهادة الإجازة المهنية  | ومدة التكوين 3 سنوات بعد شهادة البكالوريا BAC +3                   |
| شهادة الماستر          | ومدة التكوين 2 سنتين بعد شهادتي البكالوريا والإجازة BAC +5         |
| شهادة الماستر المتخصص  | ومدة التكوين 2 سنتين بعد شهادتي البكالوريا والإجازة BAC +5         |
| شهادة الدكتوراه        | ومدة التكوين 3 سنوات بعد شواهد البكالوريا والإجازة والماستر BAC +8 |